# Statue-menhir de la Verrière
La statue-menhir de la Verrière est une statue-menhir appartenant au groupe rouergat découverte à Montagnol, dans le département de l'Aveyron en France.

## Description
Elle a été découverte en 1925 par M. Arnal près de la ferme de la Verrière sur un plateau. Elle a été sculptée dans une dalle de grès du Trias dont le site d'extraction le plus proche est situé à environ 3 km. Elle mesure 0,99 m de hauteur sur 0,47 m de largeur et 0,15 m d'épaisseur.
La statue est complète mais elle comporte une grosse cassure dans sa partie supérieure. C'est une statue masculine, extrêmement stylisée, appartenant au groupe des « hérétiques » car elle ne correspond pas au canon traditionnel du groupe rouergat. La partie haute de la statue a été piquetée et le visage a disparu. Elle ne comporte aucun caractère anthropomorphe excepté des traits verticaux placés sous l'objet qui pourraient être interprétés comme des pieds. Le personnage porte un vêtement à plis et « l'objet » représenté à l'horizontale. Une boucle de ceinture a été sculptée en profondeur au centre, mais sans ceinture correspondante.
La statue est conservée au Musée Fenaille à Rodez, une copie a été dressée près du lieu de sa découverte.